# Első kappeli háború
Az első kappeli háború (németül Erster Kappelerkrieg) az Ósvájci Konföderáció katolikus és protestáns kantonjai közötti fegyveres konfliktus volt 1529-ben. A háborút az első kappeli béke zárta anélkül, hogy egyetlen csatára sor került volna. 

## Előzmények

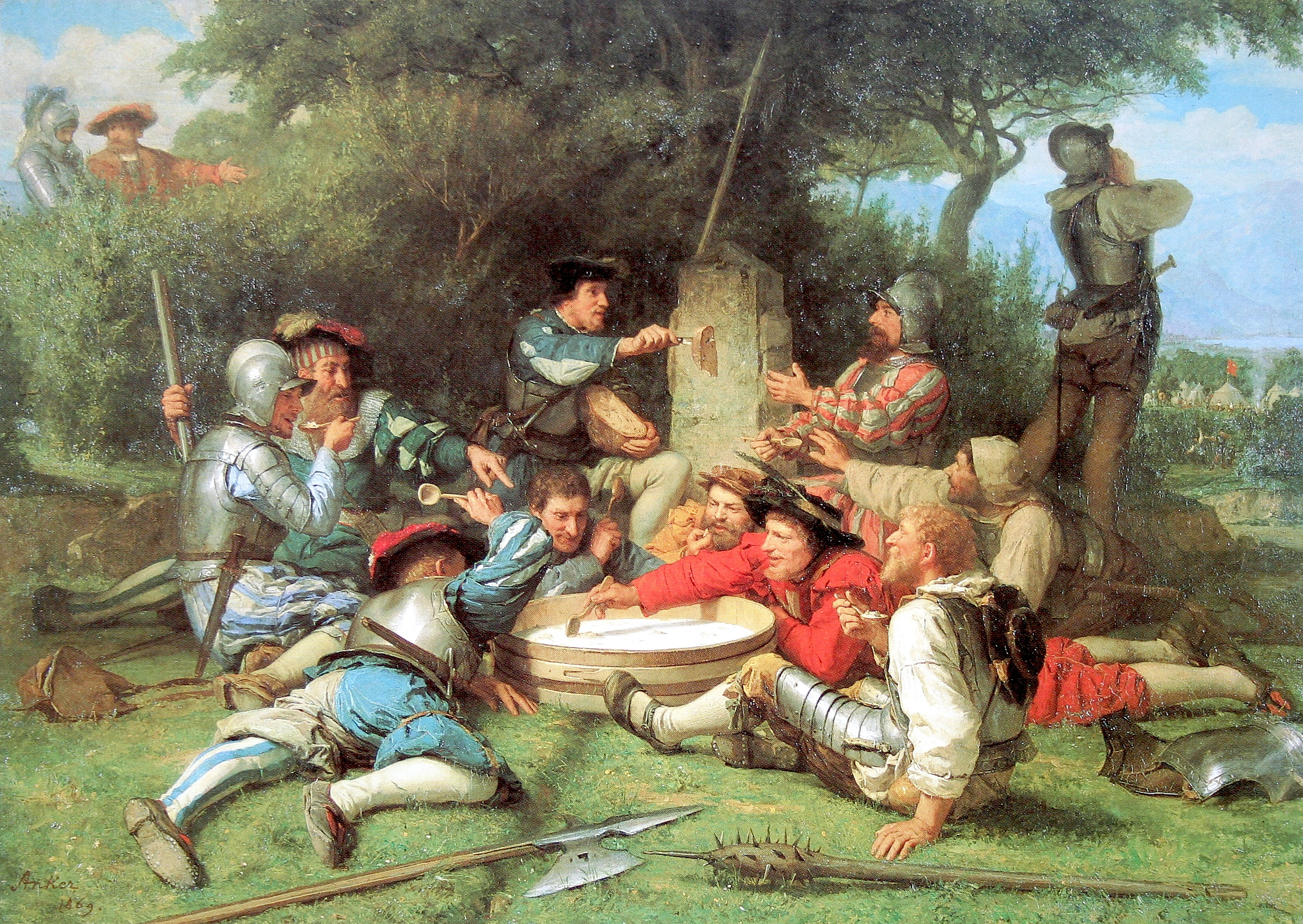
A kappeli tejleves (Albert Anker képe, 1869)

Az 1520-as években, reformáció idején a svájci kantonok egy része áttért a megreformált tanokra, míg mások megmaradtak a katolikus egyházon belül. Huldrych Zwingli prédikátor kezdeményezésére Zürich védelmi szövetséget (a Christliches Burgrecht-et) kötött a többi protestáns kantonnal, melyhez csatlakozott Konstanz és Strassburg városa is. A katolikus kantonok válaszul Ferdinánd osztrák herceggel léptek szövetségre. 
A két fél között egy gyakoribbá váltak a konfliktusok, különösen az olyan függő területek miatt, mint Thurgau, ahol a kormányzat kétévente cserélődött a kantonok között, így egymás váltották a katolikus és protestáns kormányzók. Több békéltető tárgyalásra került sor (többek között Badenben 1526-ban), de ezek nem jártak sikerrel.

## A háború
Kisebb kölcsönös provokációk után 1528 májusában Thurgauban kivégeztek egy katolikus őrmestert, 1529-ben pedig Schwyzben máglyán égették meg Jakob Keyser protestáns lelkészt. Az utolsó csepp a pohárban egy katolikus unterwaldeni elöljáró kinevezése volt, amelyet Zürich és Bern mindenképpen meg akart akadályozni. 1529. június 6-án a zürichi katonaság megszállta Bremgartent és Mellingent, valamint Thurgau és a Sankt Gallen-i apátság földjeinek egy részét. A semleges kantonok a következő napon megpróbáltak beavatkozni, de Zürich június 9-én hadat üzent az öt katolikus kantonnak (Luzern, Uri, Schwyz, Unterwalden, Zug) és csapatait a zugi határ melletti Kappel am Albisba vezényelte. 
A szövetségi gyűlés és a glarusi Hans Aebli közbenjárására a feleknek sikerült elkerülnie a vérontást. A luzerni Johannes Salat leírása szerint a katolikus és protestáns katonák a kappeli mezőn átjártak egymás táborába barátkozni és enni-inni. Egy történet szerint ekkor készült a kappeli tejleves, melyhez zürichiek adták a kenyeret, a zugiak pedig a tejet. A tejleves a későbbi századokban a kantonok közötti békés együttélés és kompromisszumkészség szimbóluma lett. 
A megkötött békeszerződés (Erster Landfriede) nem oldotta fel a felekezetek közötti feszültséget és katolikusok hátrányosnak érezték, mert fel kellett bontaniuk osztrák szövetségüket. A konfliktusok újból kiéleződtek és alig két évvel később kitört a második kappeli háború. 

## Fordítás
- Ez a szócikk részben vagy egészben  az   Erster Kappelerkrieg című német Wikipédia-szócikk ezen változatának fordításán alapul.  Az eredeti cikk szerkesztőit annak laptörténete sorolja fel. Ez a jelzés csupán a megfogalmazás eredetét és a szerzői jogokat jelzi, nem szolgál a cikkben szereplő információk forrásmegjelöléseként.